# Campeonato de Irlanda de Rugby 1998-99
El Campeonato de Rugby de Irlanda (oficialmente All-Ireland League) de 1998-99 fue la novena edición del principal torneo de rugby de la Isla de Irlanda, el torneo que agrupa a equipos tanto de la República de Irlanda como los de Irlanda del Norte.

## Sistema de disputa
Cada equipo disputó encuentros frente a cada uno de los rivales a una sola ronda, totalizando 11 partidos.
Luego de la fase regular los cuatro mejores clasificados disputaron una semifinal enfrentándose el primer clasificado frente al cuarto y el segundo frente al tercero.
Los últimos dos clasificados descendieron a segunda división.
Puntuación
Para ordenar a los equipos en la tabla de posiciones se los puntuará según los resultados obtenidos.
- 2 puntos por victoria.
- 1 puntos por empate.
- 0 puntos por derrota.

## Clasificación
| Pos. | Equipo             | Encuentros | Encuentros | Encuentros | Encuentros | Tantos | Tantos | Tantos | Puntos |
| Pos. | Equipo             | PJ         | PG         | PE         | PP         | F      | C      | Dif    | Puntos |
| ---- | ------------------ | ---------- | ---------- | ---------- | ---------- | ------ | ------ | ------ | ------ |
| 1.º  | Garryowen          | 11         | 8          | 0          | 3          | 237    | 140    | +97    | 16     |
| 2.º  | Cork Constitution  | 11         | 8          | 0          | 3          | 265    | 170    | +95    | 16     |
| 3.º  | Buccaneers         | 11         | 8          | 0          | 3          | 196    | 202    | -6     | 16     |
| 4.º  | St. Mary's College | 11         | 7          | 0          | 4          | 215    | 177    | +38    | 14     |
| 5.º  | Lansdowne          | 11         | 7          | 0          | 4          | 189    | 184    | +5     | 14     |
| 6.º  | Shannon RFC        | 11         | 6          | 0          | 5          | 224    | 164    | +60    | 12     |
| 7.º  | Young Munster      | 11         | 4          | 1          | 6          | 134    | 135    | -1     | 9      |
| 8.º  | Terenure College   | 11         | 4          | 1          | 6          | 175    | 182    | -7     | 9      |
| 9.º  | Ballymena          | 11         | 4          | 0          | 7          | 190    | 224    | -34    | 8      |
| 10.º | Clontarf           | 11         | 4          | 0          | 7          | 198    | 246    | -48    | 8      |
| 11.º | Blackrock College  | 11         | 4          | 0          | 7          | 180    | 232    | -52    | 8      |
| 12.º | Galwegians         | 11         | 1          | 0          | 10         | 117    | 264    | -147   | 2      |

## Fase final

### Semifinales
| 24 de abril de 1999 | Garryowen | 19 - 17 | St. Mary's College |  |  |

| 24 de abril de 1999 | Cork Constitution | 32 - 20 | Buccaneers |  |  |

### Final
| 1 de mayo de 1999 | Garryowen | 11 - 14 | Cork Constitution |  |  |

| Bandera de Irlanda        |
| Campeón Cork Constitution |
| Segundo título            |